# Robert Prosinečki
Robert Prosinečki (pronunciación en croata: [rǒbert prosinětʃkiː]; Schwenningen, Alemania, 12 de enero de 1969) es un exfutbolista y entrenador croata que jugaba de mediocentro. Actualmente dirige a la selección de Montenegro.

## Trayectoria
Inició su carrera profesional jugando de centrocampista en las divisiones inferiores del Dinamo Zagreb pero en 1987 se marchó al Estrella Roja de Belgrado, con el que consiguió sus títulos más importantes, entre ellos tres ligas yugoslavas y la Copa de Campeones de Europa de 1991. Ese mismo año se marchó al Real Madrid, donde no pudo consolidarse por una serie de lesiones musculares y su falta de adaptación. Dejó de jugar con los blancos en 1994 y el resto de su etapa española se completó en el Real Oviedo, F. C. Barcelona y Sevilla F. C., con suerte dispar. En 1997 regresó al Dinamo por tres temporadas, en las que ganó sendas ligas nacionales, y después probó suerte en distintos países hasta su retirada del fútbol profesional en 2004.
A nivel internacional formó parte de la selección de Yugoslavia que ganó la Copa Mundial de Fútbol Juvenil de 1987, en la que fue premiado mejor jugador de la competición, y después disputó el Mundial de 1990 bajo esa bandera. Después de las guerras balcánicas recaló en la selección de Croacia y con ellos disputó la Eurocopa de 1996 y dos Copas Mundiales de Fútbol: la de 1998 (tercera posición) y la de 2002.
Tras su retirada se convirtió en entrenador. Primero fue asistente de Slaven Bilić en la selección de Croacia durante cuatro años, y desde 2010 hasta 2012 ocupó el banquillo del Estrella Roja de Belgrado. Tras una etapa en el Kayserispor turco, durante cuatro años fue seleccionador de Azerbaiyán.
Prosinečki es recordado como uno de los jugadores más técnicos que han representado al fútbol yugoslavo y croata. En su tiempo en activo destacó por su regate y pase, su visión de juego y su habilidad para mantener la posesión del esférico. Además, disponía de un disparo muy potente en jugadas a balón parado. Fue elegido «Futbolista yugoslavo del año» en 1990 y un año después recibió el Trofeo Bravo.

### Como jugador

#### Triunfos en Yugoslavia
Robert nació en Schwenningen, una localidad de Alemania donde sus padres Đuro Prosinečki (croata) y Emilija Đoković (serbia) vivían como trabajadores inmigrantes. Empezó a jugar al fútbol en la plantilla infantil del Stuttgarter Kickers y cuando cumplió diez años su familia regresó a Croacia. Pronto ingresó en las categorías inferiores del Dinamo de Zagreb, el club más fuerte de Croacia (en aquella época, parte de Yugoslavia) y progresó hasta llegar al primer equipo con 18 años. Debutó el 2 de noviembre de 1986 frente al FK Željezničar Sarajevo y marcó un gol.
Aunque su padre medró para que el Dinamo le hiciera un contrato profesional, el entrenador Miroslav Blažević no confiaba en su talento y le despidió, llegando a decir que si triunfaba en el fútbol «me comeré el carnet de entrenador». Inmediatamente después, en el verano de 1987, la familia de Prosinečki se mudó a Belgrado para que su hijo pudiera fichar gratis por el Estrella Roja, tras convencer en una prueba a sus técnicos. El director deportivo, Dragan Džajić, recordó la operación así:
En una de nuestras visitas a Zagreb estábamos alojados en el Hotel Esplanade, donde conversé con un hombre que se presentó como el tío de Robert Prosinečki. Me dijo que su sobrino no era feliz en el Dinamo y me preguntó si podíamos acordar una prueba. Le dije que viniera a Belgrado en un par de días y así lo hicimos. En las pruebas vi que ese chico hacía maravillas con el balón e inmediatamente le pedí a nuestro técnico Velibor Vasović que organizara un entrenamiento por la tarde en el estadio, para verle así una vez más. Era obvio que estábamos delante de un jugador con clase, e inicié en seguida el proceso para contratarle. Nuestro abogado nos informó que no tendríamos que pagar una cláusula al Dinamo, así que Đuro (padre de Robert) y yo llegamos a un acuerdo en cinco minutos.
En octubre de 1987 se dio a conocer en el panorama internacional por su actuación en la Copa Mundial de Fútbol Juvenil celebrada en Chile, y donde coincidió con Predrag Mijatović, Zvonimir Boban, Robert Jarni y Davor Šuker entre otros nombres. Yugoslavia se proclamó campeona y Prosinečki fue nombrado mejor jugador del torneo. Por otro lado, asumió pronto un papel protagonista en el centro del campo del Estrella Roja y destacó por ser uno de los mayores talentos del fútbol balcánico, con un estilo técnico, regate y gran visión del juego.
En las cuatro temporadas que estuvo con los serbios ganó tres ligas (1987-88, 1989-90 y 1990-91), una copa nacional y la Copa de Campeones de Europa 1990-91. Además pudo debutar en la Copa Mundial de 1990 a las órdenes de Ivica Osim y llegó hasta cuartos de final. A nivel individual, en 1990 fue «Futbolista yugoslavo del año» y un año después recibió el Trofeo Bravo como jugador sub-21 más prometedor. Con semejante palmarés, la difícil situación de Yugoslavia motivó que los principales equipos europeos quisieran hacerse con sus servicios.

#### Real Madrid

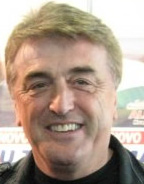
Radomir Antić entrenó a Prosinečki en su primera temporada en el Real Madrid.

En junio de 1991, el Real Madrid —entonces entrenado por Radomir Antić— llegó a un acuerdo con Prosinečki para hacerse con sus servicios, venciendo en la pugna al AC Milan. Aunque el presidente Ramón Mendoza no facilitó datos, se estima que pagó 550 millones de pesetas. El contrato del croata establecía una ficha de dos millones en dólares americanos, que le convertían en el mejor pagado de la plantilla, así como una cláusula de rescisión de 2500 millones de pesetas (más de quince millones de euros). En su presentación prometió «ganar la Copa de Europa, pero esta vez vestido de blanco». No obstante, la Federación Yugoslava retrasó la concesión del transfer porque los deportistas oriundos no podían dejar la nación antes de los 25 años, razón por la que FIFA tuvo que intervenir en la operación.
El periodista Julio Maldonado recogió los detalles del fichaje en el libro Puro Maldini. Cuando empezó a trabajar en el Diario As como experto en fútbol internacional, el Real Madrid contactó con él para pedirle un informe sobre jugadores de Yugoslavia. Su principal recomendación era fichar a Dejan Savićević, del Estrella Roja. Sin embargo, Mendoza prefirió a Robert tras verle en un encuentro de ese mismo equipo en la Copa de Europa.
Aunque Prosinečki llegó con el cartel de futura estrella, su etapa en el equipo blanco se vio marcada por las lesiones, con problemas ya detectados en la revisión médica. Debutó en liga, sufrió tres lesiones musculares y a finales de octubre tuvo una rotura fibrilar en el recto anterior del cuádriceps derecho que le dejó fuera durante el resto de 1991. Cuando parecía recuperado, recayó en su dolencia y tuvo que pasar por el quirófano, perdiéndose el resto de la temporada. El cuerpo médico del Real Madrid señaló que el Estrella Roja había abusado de las infiltraciones para no darle descanso en partidos importantes, algo que los belgradenses negaron. Por otro lado, el centrocampista se sintió muy presionado al no poder jugar, perdió confianza y sufrió una depresión agravada por la Guerra de Croacia y la situación de su familia. En toda la campaña 1991-92 solo disputó tres partidos de liga.
Permaneció en el Real Madrid dos temporadas más y trató de hacerse un hueco en el once titular, pero no gozó de continuidad. En 1992-93 disputó 29 partidos (3 goles), aunque chocó con el nuevo técnico Benito Floro: primero prescindió de él en las primeras jornadas por su bajo estado de ánimo, y después le alineó en una posición más alejada del ataque, siguiendo un ritmo de juego lento al que no estaba acostumbrado. En ese tiempo se especuló incluso con su traspaso a la Juventus de Turín, algo que no ocurrió. Aunque no tenía la misma forma física que sus compañeros, era el que más distancia recorría en cada encuentro. Y en 1993-94 jugó 23 partidos y marcó 6 goles. Durante todo ese tiempo hubo miedo a que recayera de su lesión; siguió con problemas musculares y los médicos del Madrid le acusaron de saltarse los planes de recuperación y no seguir un estilo de vida apropiado, con episodios de salidas nocturnas. Además los blancos sufrían una grave crisis deportiva que terminó con la salida de Floro a mitad del curso.
Robert recuperó la titularidad cuando Vicente del Bosque asumió el banquillo y volvió a la mediapunta, pero su relación con la afición estaba muy deteriorada y tampoco se sentía respaldado por la directiva, pues Mendoza llegó incluso a criticarle en público. En el verano de 1994 expresó su deseo de marcharse del Real Madrid.

#### Resto de su etapa en España
Después de no llegar a un acuerdo sobre la rescisión de su contrato, aceptó irse cedido una temporada. El destino elegido fue el Real Oviedo, donde entrenaba Radomir Antić (con el que mantenía buena relación personal) y dos compañeros croatas de la selección: Janko Janković y Nikola Jerkan. Para jugar allí renunció a parte de su salario y pasó a cobrar 230 millones de pesetas: 100 pagados por los asturianos y los 130 restantes, por los madrileños. En la única temporada que vistió la camiseta azul participó 30 veces en liga y marcó cinco goles; destacó por sus buenas actuaciones como organizador, recuperó su mejor nivel y se sintió más satisfecho con su estado físico y psicológico. También empezó a ser un habitual de la selección croata. En sus declaraciones a la prensa reflejó «disfrutar más del fútbol» y reafirmó su intención de abandonar el Real Madrid sin cumplir el quinto año de contrato que le quedaba.
La llegada de Antić al Atlético de Madrid motivó que los rojiblancos llegaran a un principio de acuerdo con el Real Madrid. Sin embargo, el Fútbol Club Barcelona se entrometió en la operación y presentó a Zoran Vekic, agente del croata, una oferta superior. Mientras el interés de los colchoneros sí se hizo público, la otra puja no se filtró a la prensa. Al final Prosinečki obtuvo la carta de libertad, rechazó al Atlético y firmó el 20 de julio de 1995 por el equipo catalán, con un contrato de 500 millones de pesetas por tres temporadas, más dos opcionales. Ramón Mendoza no quería que su eterno rival se llevara gratis al centrocampista, pero la mala situación económica del Real Madrid precipitó su salida.
En Barcelona volvió a sufrir lesiones musculares que le hicieron perderse el primer tramo de la temporada. Para cuando se restableció, el técnico Johan Cruyff no confió en él y le relegó a la suplencia, por lo que solo disputó 19 encuentros (12 de titular y solo cinco completos) en la temporada 1995-96. Al año siguiente su papel con Bobby Robson quedó reducido a partidos amistosos, por lo que se especuló su salida en el mercado invernal. Al final el Sevilla Fútbol Club pagó 174 millones de pesetas por hacerse con su traspaso el 14 de diciembre de 1996. Allí fue titular con 20 partidos y cuatro goles, pero no pudo evitar el descenso a Segunda División y fue traspasado.

#### Regreso a Croacia

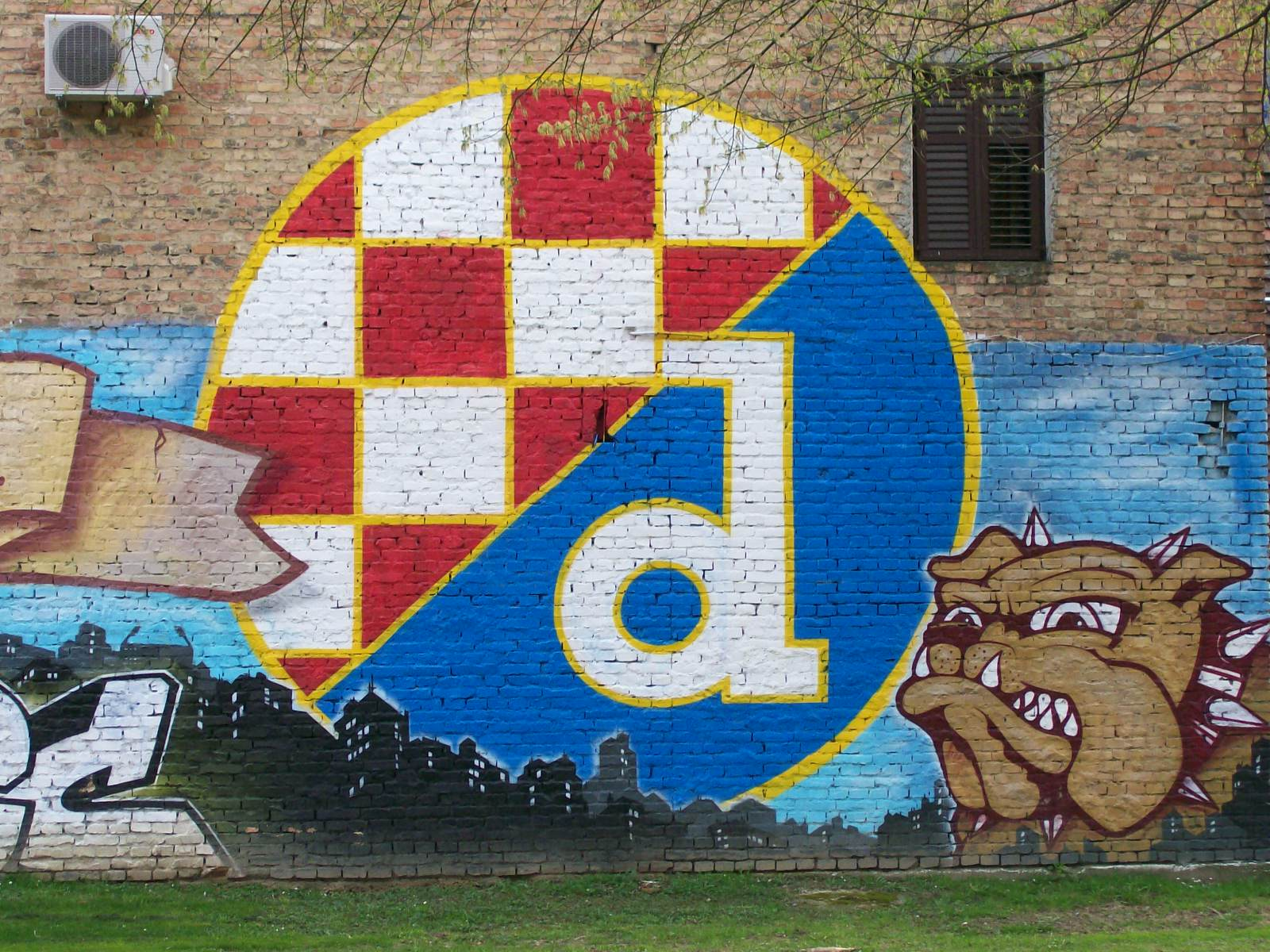
Prosinečki regresó al Dinamo Zagreb (entonces llamado Croacia Zagreb) en 1997.

En julio de 1997 el Croacia Zagreb (actual Dinamo) hizo una oferta conjunta por Prosinečki y Joško Jeličić valorada en 745 millones de pesetas. Su llegada fue muy bien recibida por los aficionados y suponía el regreso del mediocentro al club donde inició su carrera profesional. En total ganó tres ligas nacionales (1997-98, 1998-99 y 1999-2000) y selló un triplete de liga, Copa y Supercopa en 1998.
No solo se había convertido en la referencia del Dinamo, sino que también había llegado lejos con la selección de Croacia. Volvió a encontrarse con Miroslav Blažević, esta vez director técnico nacional, y fue convocado para la Copa Mundial de 1998 en Francia. En el torneo su país certificó un histórico tercer puesto y él disputó todos los partidos de la fase de grupos, pero apenas contó para las eliminatorias. En la semifinal contra Francia, en la que cayeron derrotados por 1:2, estaba en el banquillo y con el partido empatado Boban se lesionó, pero el técnico prefirió sacar a Silvio Marić y el mediapunta solo jugó los minutos de descuento. Esa decisión no gustó nada a Robert, quien sintió que fue «la mayor humillación de mi vida». Volvió a ser titular en la final de consolación y su actuación para la victoria ante Países Bajos (2:1) fue determinante. Por otra parte, se convirtió en el primer jugador que marcó gol para dos selecciones distintas en un Mundial: Yugoslavia en 1990 y Croacia en 1998.
Tras permanecer tres temporadas en Zagreb, en el verano de 2000 decidió marcharse de allí por desencuentros con la directiva. Acabaría denunciando a la entidad por un presunto impago de 750 000 euros, pero la demanda fue desestimada nueve años después porque, para la justicia croata, el hecho de que el «Croacia Zagreb» hubiese recuperado la denominación «Dinamo» le convertía a efectos legales «en un club distinto». Recaló gratis en el modesto Hrvatski Dragovoljac y jugó cuatro partidos, a la espera de que su representante le encontrara hueco en una liga europea. Un mes después se marchó al Standard de Lieja, de la Primera División de Bélgica.

#### Últimos años
Prosinečki tuvo una última oportunidad de competir en un país potente. El Portsmouth F. C. de la First Division (segunda categoría de Inglaterra) le contrató para la temporada 2001-02 convencido por su presidente, el empresario serbio Milan Mandarić. A pesar de contar con un buen plantel, el equipo pasó muchos apuros y estuvo a punto incluso de perder la categoría. Aun así, Robert fue uno de los pocos que rindió a un buen nivel: 33 encuentros disputados y 9 goles. Cuando terminó el curso decidió no renovar para, ya con 33 años, disputar sus últimos partidos en los torneos balcánicos.
En el año 2002 se fue al NK Olimpija Ljubljana de Eslovenia como fichaje estrella del nuevo propietario, pero solo pudo ganar una Copa eslovena. Y en la temporada 2003-04 volvió a la capital de Croacia para retirarse en el modesto NK Zagreb, al cual ayudó a no descender de la máxima categoría. Aunque dejó de competir a nivel profesional a finales de esa campaña, tuvo un breve regreso dos años después para vestirse la camiseta del equipo amateur de Savski Marof.

### Como entrenador
En 2006 aceptó ser asistente de Slaven Bilić en la selección de Croacia, y permaneció en el cargo cuatro años.
Su primera experiencia al frente de un equipo llegó en diciembre de 2010, cuando aceptó ser técnico del Estrella Roja de Belgrado por mediación del presidente Vladan Lukić, antiguo compañero suyo en la plantilla de los años 1980. El regreso al club donde ganó la mayor parte de sus títulos levantó gran expectación en los medios de comunicación y en los aficionados. Además se convirtió en el primer croata dirigiendo un equipo serbio, algo que no había sucedido desde la Guerra de los Balcanes. El salario no se desveló, pero la prensa serbia especuló con cifras superiores a los 100 000 dólares por año. Su cometido fue no solo mejorar el nivel de juego, sino también poner orden a la difícil situación interna de la entidad. El debut se produjo el 26 de febrero de 2011 ante el FK Smederevo.
Las expectativas generadas no se correspondieron con títulos. En las dos temporadas que estuvo quedó segundo en la Superliga Serbia, pero ganó un título: la Copa de Serbia de 2011-12 frente al FK Borac Čačak por 2:0. Aunque renovó su contrato, la entidad estuvo a punto de despedirlo porque se unió a una huelga de su plantilla, quienes no cobraban su salario desde hacía meses. Enfrentado a la directiva, presentó su dimisión el 20 de agosto de 2012 por falta de confianza.
Durante meses se le vinculó con equipos de los Balcanes como el HNK Rijeka o el NK Olimpija Ljubljana. Por esa razón, el 15 de octubre de 2012 sorprendió su fichaje por el Kayserispor de Turquía, en sustitución de Shota Arveladze. En su primer año finalizó quinto y fue una de las revelaciones de la Primera División turca. Sin embargo, al año siguiente el rendimiento fue peor y se hundió en los puestos de descenso. Prosinečki presentó su dimisión en noviembre de 2013 y en un primer momento se rechazó, pero los resultados no mejoraron y a finales de año fue finalmente destituido.
Después de estar dos años sin equipo, en diciembre de 2014 llegó a un acuerdo para convertirse en seleccionador de Azerbaiyán. Su objetivo era mejorar el nivel de juego azerí en las fases de clasificación de la Eurocopa 2016 y la Copa Mundial de 2018, pero al no conseguir la clasificación para ninguna de esas competencias fue cesado en 2017. En enero de 2018 fue contratado por la selección de Bosnia y Herzegovina.
En 2019 regresó a Turquía para dirigir al Kayserispor, en el que permaneció hasta final de temporada. En agosto de 2020 se marchó al Denizlispor, pero en noviembre del mismo año fue cesado tras una racha de malos resultados.
El 23 de marzo de 2022, firma como entrenador del NK Olimpija Ljubljana de la Primera Liga de Eslovenia, hasta el 30 de junio de 2024.Dejó el club el 1 de julio de 2022, junto con el director deportivo Mladen Rudonja, tras una disputa con el propietario del club, Adam Delius.
Después de un año sin club, Prosinečki se convirtió en el entrenador del recién ascendido Rudeš el 7 de junio de 2023, en sustitución de Davor Mladina.En septiembre del mismo año, su contrato fue rescindido de mutuo acuerdo.
El 2 de febrero de 2024, fue oficializado como entrenador de la selección de Montenegro.

## Clubes

### Como jugador
| Club | Div.          | Temporada     | Liga  | Liga  | Copas (1) | Copas (1) | Internacional (2) | Internacional (2) | Total | Total | Prom. |
| Club | Div.          | Temporada     | Part. | Goles | Part.     | Goles     | Part.             | Goles             | Part. | Goles | Prom. |
| --- | ------------- | ------------- | ----- | ----- | --------- | --------- | ----------------- | ----------------- | ----- | ----- | ----- |
| G. N. K. Dinamo Zagreb Yugoslavia |               |               |       |       |           |           |                   |                   |       |       |       |
| 1.ª | 1986-87       | 2             | 1     | -     | -         | -         | -                 | 2                 | 1     | 0.50  |       |
| Total club | Total club    | 2             | 1     | -     | -         | -         | -                 | 2                 | 1     | 0.50  |       |
| Estrella Roja Yugoslavia |               |               |       |       |           |           |                   |                   |       |       |       |
| 1.ª | 1987-88       | 23            | 4     | -     | -         | 4         | -                 | 27                | 4     | 0.15  |       |
| 1.ª | 1988-89       | 33            | 4     | -     | -         | 2         | -                 | 35                | 4     | 0.11  |       |
| 1.ª | 1989-90       | 32            | 5     | -     | -         | 6         | 1                 | 38                | 6     | 0.16  |       |
| 1.ª | 1990-91       | 29            | 12    | -     | -         | 9         | 4                 | 38                | 16    | 0.42  |       |
| Total club | Total club    | 117           | 25    | -     | -         | 21        | 5                 | 138               | 30    | 0.22  |       |
| Real Madrid C. F. · España |               |               |       |       |           |           |                   |                   |       |       |       |
| 1.ª | 1991-92       | 3             | 1     | -     | -         | 2         | 1                 | 5                 | 1     | 0.20  |       |
| 1.ª | 1992-93       | 29            | 3     | 3     | 1         | 5         | -                 | 37                | 4     | 0.11  |       |
| 1.ª | 1993-94       | 23            | 6     | 4     | -         | 5         | -                 | 32                | 6     | 0.19  |       |
| Total club | Total club    | 55            | 10    | 7     | 1         | 12        | 1                 | 74                | 12    | 0.16  |       |
| Real Oviedo · España |               |               |       |       |           |           |                   |                   |       |       |       |
| 1.ª | 1994-95       | 30            | 5     | 2     | -         | -         | -                 | 32                | 5     | 0.16  |       |
| Total club | Total club    | 30            | 5     | 2     | 0         | -         | -                 | 32                | 5     | 0.16  |       |
| F. C. Barcelona · España |               |               |       |       |           |           |                   |                   |       |       |       |
| 1.ª | 1995-96       | 19            | 2     | 3     | -         | -         | -                 | 22                | 2     | 0.10  |       |
| 1.ª | 1996-97       | -             | -     | -     | -         | -         | -                 | -                 | -     | 0.00  |       |
| Total club | Total club    | 19            | 2     | 3     | 0         | -         | -                 | 22                | 2     | 0.10  |       |
| Sevilla F. C. · España |               |               |       |       |           |           |                   |                   |       |       |       |
| 1.ª | 1996-97       | 20            | 4     | 2     | -         | -         | -                 | 22                | 4     | 0.18  |       |
| Total club | Total club    | 20            | 4     | 2     | 0         | -         | -                 | 22                | 4     | 0.18  |       |
| G. N. K. Croacia Zagreb · Croacia |               |               |       |       |           |           |                   |                   |       |       |       |
| 1.ª | 1997-98       | 16            | 5     | -     | -         | 4         | -                 | 20                | 5     | 0.25  |       |
| 1.ª | 1998-99       | 15            | 4     | -     | -         | 3         | 2                 | 18                | 6     | 0.33  |       |
| 1.ª | 1999-00       | 19            | 5     | -     | -         | 6         | 1                 | 25                | 6     | 0.24  |       |
| Total club | Total club    | 50            | 14    | -     | -         | 13        | 3                 | 63                | 17    | 0.27  |       |
| N. K. Hrvatski Dragovoljac · Croacia |               |               |       |       |           |           |                   |                   |       |       |       |
| 1.ª | 2000-01       | 4             | 1     | -     | -         | -         | -                 | 4                 | 1     | 0.25  |       |
| Total club | Total club    | 4             | 1     | -     | -         | -         | -                 | 4                 | 1     | 0.25  |       |
| R. S. Liège · Bélgica |               |               |       |       |           |           |                   |                   |       |       |       |
| 1.ª | 2000-01       | 21            | 4     | -     | -         | -         | -                 | 21                | 4     | 0.19  |       |
| Total club | Total club    | 21            | 4     | -     | -         | -         | -                 | 21                | 4     | 0.19  |       |
| Portsmouth F. C. Inglaterra |               |               |       |       |           |           |                   |                   |       |       |       |
| 2.ª | 2001-02       | 33            | 9     | 2     | -         | -         | -                 | 35                | 9     | 0.26  |       |
| Total club | Total club    | 33            | 9     | 2     | 0         | -         | -                 | 35                | 9     | 0.26  |       |
| N. K. Olimpija Eslovenia |               |               |       |       |           |           |                   |                   |       |       |       |
| 1.ª | 2002-03       | 23            | 3     | -     | -         | -         | -                 | 23                | 3     | 0.13  |       |
| Total club | Total club    | 23            | 3     | -     | -         | -         | -                 | 23                | 3     | 0.13  |       |
| N. K. Zagreb · Croacia |               |               |       |       |           |           |                   |                   |       |       |       |
| 1.ª | 2003-04       | 26            | 5     | -     | -         | -         | -                 | 26                | 5     | 0.19  |       |
| Total club | Total club    | 26            | 5     | -     | -         | -         | -                 | 26                | 5     | 0.19  |       |
| Total carrera | Total carrera | Total carrera | 400   | 83    | 17        | 1         | 46                | 9                 | 463   | 93    | 0.20  |
| (1) Incluye Copa del Rey y Supercopa de España (1993-1997); FA Cup y Copa de la Liga (2001-2002). No se han encontrado datos del resto de competiciones. (2) Incluye Copa de Campeones de Europa (1987-1992), Copa de la UEFA (1993-1995) y Liga de Campeones de la UEFA (1997-2000). (3) No incluye goles en partidos amistosos. |               |               |       |       |           |           |                   |                   |       |       |       |

### Como entrenador
| Selección/Club          | País                 | Año           |
| ----------------------- | -------------------- | ------------- |
| Croacia (asistente)     | Croacia              | 2006-10       |
| F. K. Estrella Roja     | Serbia               | 2010-12       |
| Kayseri S. K.           | Turquía              | 2012-13       |
| Azerbaiyán              | Azerbaiyán           | 2014-17       |
| Bosnia                  | Bosnia y Herzegovina | 2018-19       |
| Kayseri S. K.           | Turquía              | 2019-20       |
| Denizlispor             | Turquía              | 2020          |
| NK Olimpija Ljubljana   | Eslovenia            | 2022-23       |
| NK Rudeš                | Croacia              | 2023          |
| Selección de Montenegro | Montenegro           | 2024-presente |

## Selección nacional

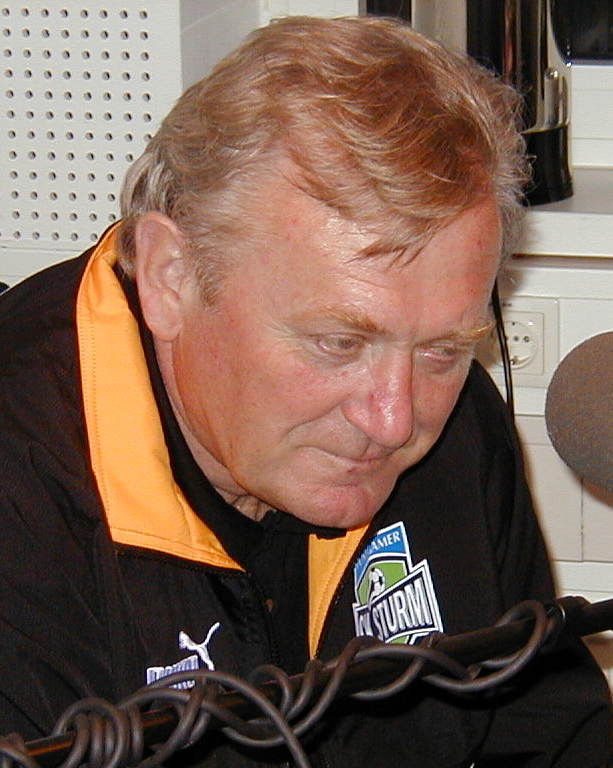
Ivica Osim hizo debutar a Prosinečki con Yugoslavia en 1989.

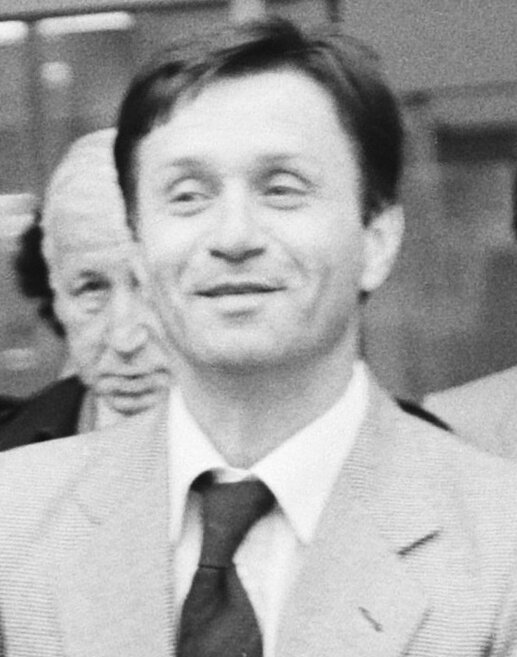
Miroslav Blažević convocó a Prosinečki en la Eurocopa de 1996 y en la Copa Mundial de 1998.

### Yugoslavia
Prosinečki se formó como internacional en Yugoslavia y fue miembro de la selección absoluta entre 1989 y 1991. Disputó 15 partidos y marcó cuatro goles.
Su descubrimiento internacional se produjo en la Copa Mundial de Fútbol Juvenil de 1987 celebrada en Chile, y que está considerada el nacimiento de una generación de buenos futbolistas balcánicos, especialmente de Croacia. Robert fue nombrado mejor jugador de la competición.
El debut con la absoluta llegó el 23 de agosto de 1989, en un amistoso frente a Finlandia que se celebró en Kuopio. Un año después fue convocado por Ivica Osim para jugar la Copa Mundial de 1990 en Italia y disputó tres partidos: dos de la fase de grupos y la eliminación en cuartos de final contra Argentina. Después fue una figura clave en la fase de clasificación para la Eurocopa de 1992, que sin embargo nunca llegó a disputar; Croacia se había independizado, todos sus jugadores pasaron al nuevo estado y Yugoslavia fue expulsada por la Guerra en los Balcanes.
Su último partido de plavi fue el 16 de mayo de 1991 en Belgrado contra las Islas Feroe, saldado con un contundente 7:0. Marcó un gol.

### Croacia
Con la selección croata ha disputado 49 partidos y marcado 10 goles.
Debutó el 23 de marzo de 1994 en un amistoso frente a España en el Estadio Luis Casanova, en el que además abrió el marcador para la victoria de su equipo (0:2). Dos días después disputó su primer encuentro oficial, correspondiente a la clasificación para la Eurocopa 1996, ante Ucrania en el Estadio Maksimir.
El primero de los torneos continentales que disputó con la camiseta ajedrezada fue la Eurocopa de 1996 en Inglaterra. En la fase de grupos alcanzaron la segunda posición, al ganar sus dos primeros compromisos sobre Turquía y Dinamarca y perder el último ante Portugal. Ya en cuartos de final se enfrentaron a Alemania en el estadio de Old Trafford y fueron eliminados por 2:1. Prosinečki disputó toda la fase preliminar pero no jugó la eliminatoria por decisión del seleccionador Miroslav Blažević.
Croacia consiguió la clasificación para la Copa Mundial de 1998 en Francia y dio la sorpresa al alcanzar la tercera posición, con una plantilla donde Robert fue uno de los protagonistas de la «generación dorada» de Davor Šuker, Robert Jarni y Zvonimir Boban, campeones juveniles del mundo. En el grupo H ganaron a Jamaica y Japón sin apuros pero perdieron contra Argentina, por lo que clasificaron en segunda posición. Ya en las eliminatorias superaron en octavos a Rumanía (1:0) y dieron la sorpresa venciendo a Alemania por un contundente 3:0. Sin embargo, Prosinečki no fue titular en esa fase final y apenas jugó las semifinales. El centrocampista nunca ocultó su decepción y consideró que Blažević le había hecho la «mayor humillación de mi vida». En el encuentro por el tercer puesto regresó al once inicial y marcó uno de los dos goles de la victoria ante Países Bajos (2:1).
Tras el Mundial, anunció que abandonaba la selección de Croacia y no volvería a ella hasta que Blažević dejase el banquillo. Estuvo más de dos años sin jugar compromisos internacionales, pero finalmente fue convencido para regresar en agosto del 2000. Tres meses después Blažević fue reemplazado por Mirko Jozić.
Su último gran torneo fue la Copa Mundial de 2002 pero solo disputó un partido, el que además fue su retirada internacional. El 5 de junio de 2002 fue titular en la derrota contra México en el Estadio del Gran Cisne de Niigata. Su país fue eliminado en la fase de grupos y la estadística con Croacia quedó de la siguiente forma: 27 victorias, 16 empates y 6 derrotas en 49 partidos.
Es el primer jugador (y único hasta la fecha) que marcó gol en un Mundial para dos selecciones distintas: Yugoslavia en 1990 y Croacia en 1998.

## Estilo de juego
Prosinečki estaba considerado uno de los futbolistas más habilidosos que surgieron de los Balcanes en la década de 1980. Su posición favorita era la de mediapunta, aunque retrasaba su ubicación al centro del campo para elaborar las jugadas de ataque de sus equipos, lo que le dotaba de una gran visión de juego. Solía retener la posesión e imponer su ritmo a los rivales.
A nivel técnico, destacó por su habilidad para el pase corto, el regate y la conducción del balón. También tenía un fuerte disparo que le hacía peligroso en jugadas a balón parado. Su mejor nivel pudo verse en equipos donde tenía libertad de movimiento y era el encargado de crear juego, como el Estrella Roja o el Croacia Zagreb en la década de 1990.
Su estilo recibió críticas por parte de algunos aficionados del Real Madrid, si bien es cierto que allí jugaba en una posición distinta a la habitual. Vicente del Bosque, su último entrenador en ese equipo, le recuperó para la mediapunta y definió sus actuaciones de la siguiente forma: «No se puede negar que es individualista. Pero también hay que pensar que necesita a los compañeros. Muchas veces el público le silba porque retiene el balón, sin pensar que quizá lo haga porque no le queda más remedio».
Sus puntos débiles como futbolista eran las lesiones musculares (que le apartaron del campo casi toda la temporada 1991-92) y su falta de motivación. También llegó a reprochársele su adicción al tabaco. En mayo de 1991 llegó a declarar que «sé que fumar no es bueno para un deportista, pero me relaja. Es el único vicio que tengo. Además, nadie vive cien años». Durante su etapa en el Real Madrid tuvo discusiones con la directiva por su negativa a dejar de fumar y se le reprochó su estilo de vida con salidas nocturnas, algo que niega. Ya retirado, el croata parodió todas esas situaciones en una campaña publicitaria (Prosikito) para Renault.

### Selecciones

#### Partidos internacionales
| Sub-20 Yugoslavia |                     |    |    |
| 1987 | 5                   | 1  |    |
| Total | 5                   | 1  |    |
| Absoluta Yugoslavia |                     |    |    |
| 1989 | 5                   | 1  |    |
| 1990 | 7                   | 2  |    |
| 1991 | 3                   | 1  |    |
| Total | 15                  | 4  |    |
| Total en Yugoslavia | Total en Yugoslavia | 15 | 4  |
| Absoluta · Croacia |                     |    |    |
| 1994 | 5                   | 1  |    |
| 1995 | 5                   | 2  |    |
| 1996 | 9                   | 0  |    |
| 1997 | 7                   | 1  |    |
| 1998 | 8                   | 4  |    |
| 1999 | -                   | -  |    |
| 2000 | 2                   | 0  |    |
| 2001 | 8                   | 2  |    |
| 2002 | 5                   | 0  |    |
| Total | 49                  | 10 |    |
| Total en Croacia | Total en Croacia    | 49 | 10 |
| (1) Incluye datos de las fases de clasificación para los campeonatos de Europa. (2) Incluye datos de las fases de clasificación para los campeonatos del Mundo. Incluidos los datos de los Juegos Olímpicos. |                     |    |    |

#### Participaciones en fases finales
| Competición                  | País                   | Categoría              | Sede                   | Resultado              | Partidos | Goles | Prom. |
| ---------------------------- | ---------------------- | ---------------------- | ---------------------- | ---------------------- | -------- | ----- | ----- |
| Copa Mundial Juvenil de 1987 | Yugoslavia             | Sub-20                 | Chile                  | Campeón                | 5        | 1     | 0.20  |
| Copa Mundial de 1990         | Yugoslavia             | Absoluta               | Italia                 | Cuartos de final       | 3        | 1     | 0.33  |
| Eurocopa 1996                | Croacia                | Absoluta               | Inglaterra             | Cuartos de final       | 3        | 0     | 0.00  |
| Copa Mundial de 1998         | Croacia                | Absoluta               | Francia                | Tercero                | 5        | 2     | 0.40  |
| Copa Mundial de 2002         | Croacia                | Absoluta               | Corea del Sur Japón    | Fase de grupos         | 1        | 0     | 0.00  |
| Total en fases finales       | Total en fases finales | Total en fases finales | Total en fases finales | Total en fases finales | 17       | 4     | 0.24  |

## Palmarés

### Campeonatos nacionales
| Título             | Equipo              | País       | Año  |
| ------------------ | ------------------- | ---------- | ---- |
| Campeonato de Liga | F. K. Estrella Roja | Yugoslavia | 1988 |
| Campeonato de Liga | F. K. Estrella Roja | Yugoslavia | 1990 |
| Copa               | F. K. Estrella Roja | Yugoslavia | 1990 |
| Campeonato de Liga | F. K. Estrella Roja | Yugoslavia | 1991 |
| Copa               | Real Madrid C. F.   | España     | 1993 |
| Supercopa          | Real Madrid C. F.   | España     | 1993 |
| Supercopa          | F. C. Barcelona     | España     | 1996 |
| Campeonato de Liga | Croacia Zagreb      | Croacia    | 1998 |
| Copa               | Croacia Zagreb      | Croacia    | 1998 |
| Supercopa          | Croacia Zagreb      | Croacia    | 1998 |
| Campeonato de Liga | Croacia Zagreb      | Croacia    | 1999 |
| Campeonato de Liga | Croacia Zagreb      | Croacia    | 2000 |
| Copa               | Olimpija Ljubljana  | Eslovenia  | 2003 |

### Campeonatos internacionales
| Título              | Equipo              | Sede         | Año  |
| ------------------- | ------------------- | ------------ | ---- |
| Copa Mundial Sub-20 | Yugoslavia Sub-20   | Chile        | 1987 |
| Copa de Europa      | F. K. Estrella Roja | Bari         | 1991 |
| Copa Iberoamericana | Real Madrid C. F.   | Buenos Aires | 1994 |

### Distinciones individuales
| Distinción                                     | Año  |
| ---------------------------------------------- | ---- |
| Balón de oro en la Copa Mundial Sub-20         | 1987 |
| Mejor jugador joven en la Copa Mundial de 1990 | 1990 |
| Futbolista yugoslavo del año                   | 1990 |
| Trofeo Bravo                                   | 1991 |
| Estrella del Estrella Roja                     | 1991 |
| Jugador Mundial de la FIFA: 4.º puesto         | 1991 |
| Balón de Oro: 5.º puesto                       | 1991 |
| Premio Estatal del Deporte Franjo Bučar        | 1996 |
| Premio Estatal del Deporte Franjo Bučar        | 1997 |
| Equipo del año en la First Division            | 2002 |